# Radíshchevo (Krasnodar)
Radíshchevo (del ruso: Радищево) es un seló del raión de Novokubansk en el krai de Krasnodar de Rusia. Está situado en la orilla izquierda del río Urup, afluente del río Kubán, frente a Krasin, 28 km al sur de Novokubansk y 171 km al este de Krasnodar. Tenía 814 habitantes en 2010.
Pertenece al municipio Sovétskoye.